# James T. Kirk
James Tiberius Kirk is een personage in het Star Trek-universum. Het personage is vooral bekend van de serie Star Trek: The Original Series, alsmede de eerste zeven Star Trekfilms. De rol werd in deze serie en de films vertolkt door de Canadese acteur William Shatner.
In 2009 onderging de Star Trekreeks een reboot, beginnend met de film Star Trek. Vanaf die film wordt het personage gespeeld door Chris Pine.

## Personage
Kapitein Kirk is vanaf het jaar 2265 gezagvoerder van het ruimteschip USS Enterprise NCC-1701 (kortweg Enterprise). Aan het begin van de serie beschrijft hij de vijfjarige missie van dit ruimteschip: het verkennen van vreemde nieuwe werelden, het zoeken naar nieuwe levensvormen en nieuwe beschavingen, en het onverschrokken reizen naar plaatsen waar nog geen mens eerder is geweest.
De serie is niet helemaal gespeend van erotiek, zij het dat dit slechts in beperkte mate voorkomt. Kapitein Kirk flirt regelmatig met leden van het andere geslacht.
Naast alle vijandige volkeren en personen die kapitein Kirk en zijn bemanning op hun onderzoeksreis door de ruimte tegenkomen is er één volk waarmee ze een persoonlijk-vijandige band ontwikkelen, de Klingons. In de Star Trekfilmserie is er echter geleidelijk een ontspanning tussen beide te ontwaren.
In de film Star Trek: Generations lijkt Kirk om te komen tijdens een reddingsmissie. Hij blijkt echter in de Nexus terechtgekomen te zijn. 78 jaar later komt hij kapitein Jean-Luc Picard (gespeeld door de Britse acteur Patrick Stewart), gezagvoerder van een nieuwe Enterprise, te hulp. Samen slagen ze er in om Tolian Soran te stoppen. Bij deze missie komt Kirk daadwerkelijk om het leven.
- Library of Congress Control Number: no2015052055
- Nationale Bibliotheek van Israël: 987008553978205171
- Virtual International Authority File: 315604523